# Ditaxis lanceolata
Ditaxis lanceolata là một loài thực vật có hoa trong họ Đại kích. Loài này được (Benth.) Pax & K.Hoffm. mô tả khoa học đầu tiên năm 1912.